# 民国二七年式擲弾筒
民国二七年式擲弾筒（みんこくにじゅうしちねんしきてきだんとう）とは、中国軍が使用していた擲弾発射器である。

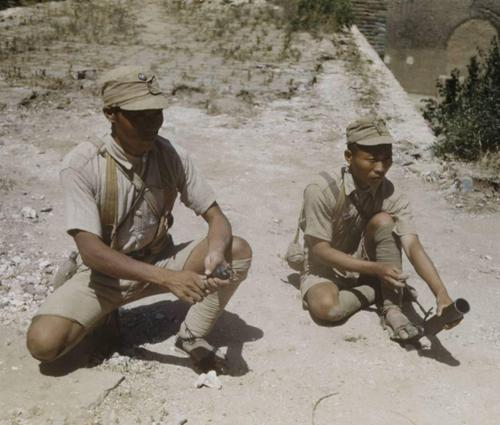
民国二七年式擲弾筒を操作する兵士

1938年（民国27年）に採用された。日本の十年式擲弾筒に似ており、射程の調整はガス抜きの穴を調整する方式で操作法も似ている。発射距離に合わせてダイヤルを回すとガス抜きの穴の塞ぎ具合が変わり、穴からガスを逃がす量により発射距離を調整する。駐板はＬ字型をしており、地面に置くとちょうど45度になるように出来ている。中華人民共和国になってからも、引き続き1960年代初期まで使われており、朝鮮戦争でも使用された。

## 設計
概ね日本の擲弾筒に倣ったものではあるが、工作能力や資材等の制限により腔綫を省略し滑腔砲とし、射程延長と弾道安定の為、砲身長を254mmから400mmに、また砲身強度確保の為砲身厚も増やした。弾薬側も滑腔砲化に伴い銅帯も省略、替わって弾道安定の為に有翼弾とし、瞬発式の着発信管は不発弾を減らす目的で発射時に作動する5秒の延期式に変更している。また射程調節機構も試作初期に螺子の噛付きが多発した為、撃針の位置を変える八九式の仕様から発射ガスを調節する十年式の仕様に変更されており、原設計は八九式のものではあったが、最終的に日本の擲弾筒2種と欧米の迫撃砲との折衷がなされている。

## スペック
- 全長：436ミリ
- 重量：2.6キロ
- 射程：30 - 220メートル
- 発射速度：毎分10発

## 脚註
1. ↑  微上黨 (2015年8月15日). “八路軍如何製造擲彈筒” (中国語).   今日頭条(今日のヘッドライン). 2018年9月16日閲覧。